# Murong Yi
Murong Yi (慕容顗) (? -386.) bio je vladar kineske/Xianbei države Zapadni Yan.  Bio je sin Murong Huana (慕容桓), sina Murong Huanga, osnivača države Raniji Yan. Na vlast je došao u vrijeme kada su njegovi podanici - pripadnici naroda Xianbei - nastojali otići na istok u svoju nekadašnju postojbinu. Putovanje je mjesec dana ranije započeo general Duan Sui, koji je upravo zbog toga ubio prethodnog vladara Murong Chonga kako bi došao na to mjesto. Međutim, njega su u zasjedi ubili Murong Heng (慕容恆) i Murong Yong, pa je tako Murong Yi proglašen za novog vladara. Ubrzo nakon toga, u Linjinu (臨晉, suvremeni Weinan u Shaanxiju) ubio ga je Murong Hengov brat Murong Tao (慕容韜).  Za novog vladara je proglašen Murong Chongov sin Murong Yao.